# Edna Kiplagat
Edna Ngeringwony Kiplagat, född 15 september 1979, är en kenyansk friidrottare som tävlar i maratonlöpning.